# 菊池貫平
菊池 貫平（きくち かんぺい、弘化4年1月7日（1847年2月21日） - 大正3年（1914年）3月18日）は明治時代の自由民権運動家。 旧姓は小池。
信濃国佐久郡八那池村（現長野県南佐久郡小海町）生まれ。北相木村の菊池家の婿養子となる。岩村田町（現佐久市）で代言人を務めていたが、1884年自由党に入党し、国会の早期開設期成運動のため各地を奔走した。同年の秩父事件の際には秩父困民党に加わって蜂起軍の参謀長となり、軍律5ヶ条を起草し、埼玉県秩父郡役所に「革命本部」を置くなど作戦行動を指揮した。　
一行は軍隊、憲兵隊の出撃を受けて困民党の本部が瓦解すると有志を再編して信州に転戦し、高利貸業者などを打ちこわししたが、高崎鎮台兵の攻撃に潰滅し、参加者は各地に離散した。欠席裁判で死刑を言い渡された後、1886年（明治19年）12月4日に山梨県甲府市の釜無川河畔で「小島和三郎」の変名で強盗の教唆を行ったため捕らえられて収監されたが、大日本帝国憲法発布の大赦で無期懲役となり、釧路集治鑑に送られた。日露戦争後の恩赦で1905年に出獄した。